# Guido Columba
Guido Columba (Bolzano, 16 febbraio 1946 – Roma, 13 ottobre 2018) è stato un giornalista e sindacalista italiano.

## Biografia
Giornalista professionista dal maggio 1969, ha lavorato come cronista di nera e di politica locale al Giornale d'Italia (1969-1975), a Paese Sera (1975-1982) e all'agenzia ANSA (1982-2011). Dirigente del Sindacato Cronisti Romani dal 1972, è stato presidente dell'Unione Nazionale Cronisti Italiani  (UNCI) dal 1993 al 2015. Nelle sue stesse parole, l’UNCI è sempre stata in prima linea, con posizioni anche autonome, nelle battaglie a difesa della libertà di stampa e dei cronisti.
È stato tra i principali animatori negli organismi di categoria per il confronto con le istituzioni e le iniziative in piazza per la difesa del diritto-dovere di cronaca, contro i vari tentativi di imporre leggi-bavaglio.
Nell'autunno 2006 ha proposto l'istituzione della Giornata della Memoria dei giornalisti italiani uccisi nel dopoguerra dalla criminalità mafiosa e dal terrorismo.  Dal 2008 l'UNCI la organizza in concomitanza con la Giornata della Libertà dell'informazione decretata dall'Assemblea Generale dell'Onu e organizzata dall'Unesco. La Giornata - promossa d'intesa con la Federazione Nazionale della Stampa e l'Ordine Nazionale dei Giornalisti - si svolge sotto l'Alto patronato del Presidente della Repubblica.
In occasione della prima Giornata - che si è tenuta in Campidoglio a Roma il 3 maggio 2008  -  ha curato la pubblicazione di un Libro della Memoria con il ricordo delle vittime della violenza mafiosa e terroristica.
Al 2008 risale anche un Libro bianco da lui promosso sui rapporti tra magistratura e cronisti.
Nel 2009 ha curato il Quaderno dell'UNCI dedicato al Disegno di legge dell'allora ministro della Giustizia Angelino Alfano sulle intercettazioni. Intitolato "Ddl Alfano: se lo conosci lo eviti".
Ha organizzato numerose edizioni del Premio Cronista "Piero Passetti".